# ハスドルバル・ギスコ
ハスドルバル・ギスコ（Hasdrubal Gisco、紀元前202年没）は第二次ポエニ戦争で活躍したカルタゴの将軍。主にヒスパニア、北アフリカ方面で活躍した。歴史家の記述によっては『ジスコーネ』または『ギスコーネ』とも呼ばれる。彼の名前は「ギスコの息子、ハスドルバル」という意味である。

## 概要
紀元前215年にハスドルバル・バルカがデルトサの戦いで敗れるとカルタゴ本国よりヒスパニアへ派遣される。彼の登場によりイベリア半島のバルカ家の支配は終わり、カルタゴ本国の干渉も受ける事となった。そして紀元前212年、ローマ軍はヒスパニアへの攻勢に打って出る。これに対して彼はバルカ家出身のマゴととも軍団を率いて激突、ローマ軍を破り、コルネリウス・スキピオを戦死させた。そして彼は急遽取って返しハンニバルの弟ハスドルバル・バルカと交流、もう一人の司令官スキピオ・カルウスを計略にかけ、ローマ軍を破り戦死させた。
紀元前207年にハスドルバル・ギスコはガディス近郊に進攻、ここでもう一人のハンニバルの弟マゴ・バルカと交流。紀元前206年には兵を招集し70,000人の歩兵、4,500人の騎兵兵力を築き上げるが、イッリパの戦いでスキピオ・アフリカヌスに惨敗した。
敗戦後、ハスドルバル・ギスコは海路北アフリカへ、西ヌミディアのシュファクスと交渉、彼の勢力をカルタゴ側に仕向けさせる事に成功する。この同盟によりハスドルバルは自らの娘ソフォニスバをシュファクスに嫁がせた。
スキピオ・アフリカヌスが北アフリカに上陸すると彼とシファクスは歩兵80,000、騎兵13,000で立ち向かう。対するスキピオはヌミディアを追われたマシニッサの支援を受け、立ち向かい、夜襲にて攻撃され、ポリュビオスの記述によれば、ハスドルバル・ギスコとシュファクスは40,000人の兵力を失った。シュファクスは妻ソフォニスバにカルタゴを見捨てないよう諭され、再度会戦を挑む（バグラデス川の戦い）が敗北、カルタゴに帰還し敗軍の将として民衆に殺される前に同地で自害した。

## 評
ハスドルバル・ギスコはバルカ家の一門ではないが、ティトゥス・リウィウスの記述ではハミルカル・バルカの息子となっている。またリウィウスはクィントゥス・ファビウス・マクシムスの言葉を借りてハスドルバル・ギスコを「退却の迅速さでは群を抜く」と評している。また彼の生涯で3回にわたって傭兵の募集を行っており、そのどれもが成功裏に終わっている事から外交での彼の能力は抜きん出るものがあったと思われる。またポリュビオスの記述からイベリア半島に独自の財源を持つ人脈を有していたと窺える。